# Лейк-Латонка (Пенсільванія)
Лейк-Латонка (англ. Lake Latonka) — переписна місцевість (CDP) в США, в окрузі Мерсер штату Пенсільванія. Населення — 951 особа (2020).

## Географія
Лейк-Латонка розташований за координатами 41°16′45″ пн. ш. 80°10′44″ зх. д. / 41.27917° пн. ш. 80.17889° зх. д. (41.279075, -80.178987).  За даними Бюро перепису населення США в 2010 році переписна місцевість мала площу 7,15 км², з яких 6,10 км² — суходіл та 1,05 км² — водойми.

## Демографія
Згідно з переписом 2010 року, у переписній місцевості мешкало 1012 осіб у 417 домогосподарствах у складі 329 родин. Густота населення становила 142 особи/км².  Було 576 помешкань (81/км²).
Расовий склад населення:
| - 98,9 % — білих - 0,2 % — чорних або афроамериканців - 0,2 % — азіатів - 0,1 % — корінних американців |

До двох чи більше рас належало 0,5 %. Частка іспаномовних становила 0,5 % від усіх жителів.
За віковим діапазоном населення розподілялося таким чином: 19,5 % — особи молодші 18 років, 57,3 % — особи у віці 18—64 років, 23,2 % — особи у віці 65 років та старші. Медіана віку мешканця становила 50,2 року. На 100 осіб жіночої статі у переписній місцевості припадало 94,6 чоловіків;  на 100 жінок у віці від 18 років та старших — 93,6 чоловіків також старших 18 років.
Середній дохід на одне домашнє господарство  становив 117 727 доларів США (медіана — 80 000), а середній дохід на одну сім'ю — 147 108 доларів (медіана — 107 778). За межею бідності перебувало 4,4 % осіб, у тому числі 10,2 % дітей у віці до 18 років та 0,0 % осіб у віці 65 років та старших.
Цивільне працевлаштоване населення становило 392 особи. Основні галузі зайнятості: освіта, охорона здоров'я та соціальна допомога — 24,5 %, виробництво — 13,5 %, науковці, спеціалісти, менеджери — 12,2 %, роздрібна торгівля — 11,0 %.